# Yannis Pouspourikas

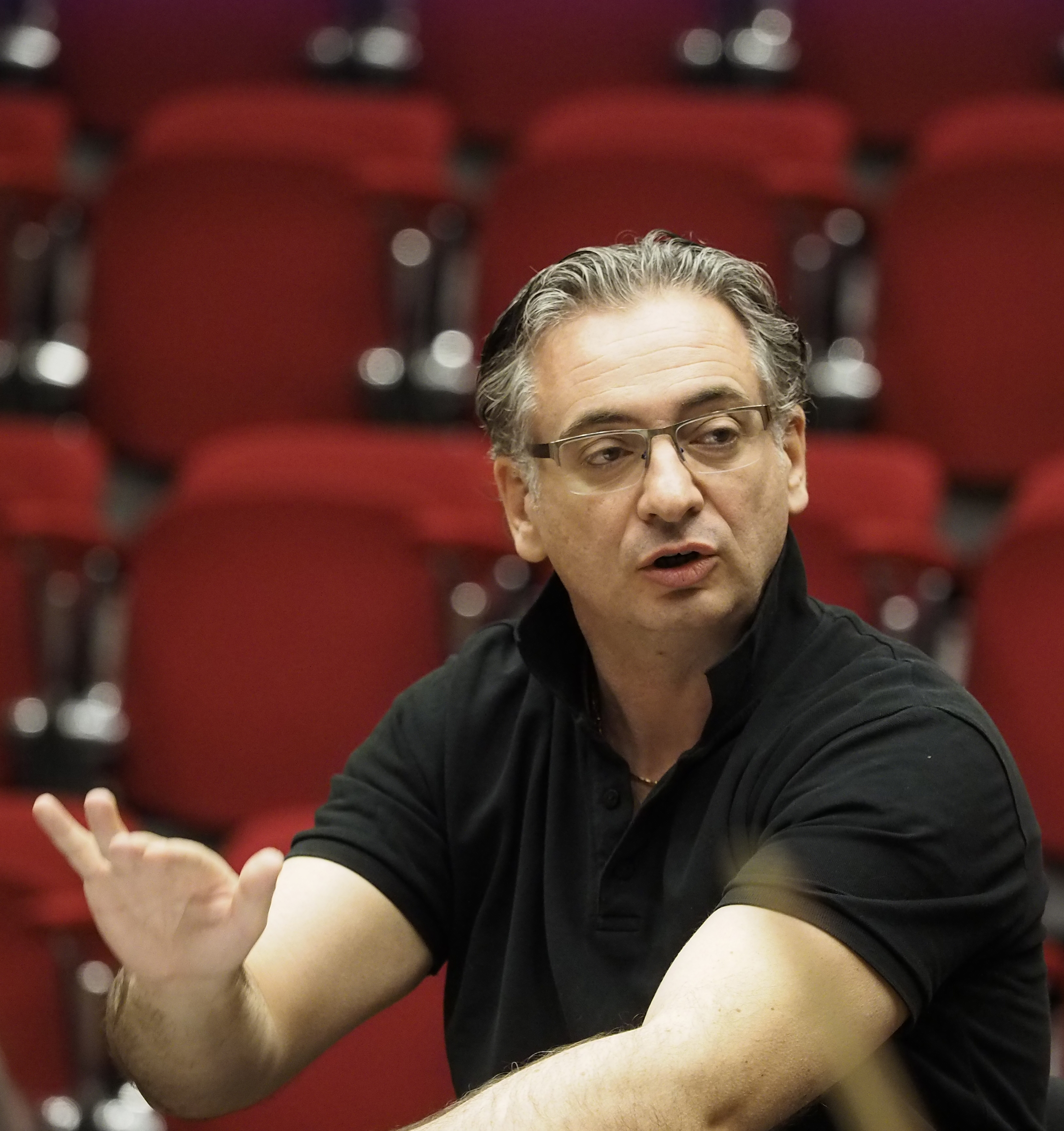
Yannis Pouspourikas

Yannis Pouspourikas (* 1971 in Marseille) ist ein französischer Kapellmeister.

## Leben
Yannis Pouspourikas wuchs in Marseille auf. Er studierte am Konservatorium in Genf sowie am Opernhaus Zürich. Er assistierte Simon Rattle als zweiter Kapellmeister beim Glyndebourne Festival und hatte von 2000 bis 2004 ein Engagement an der Opéra National de Paris. Ab 2004 war er fester Gastdirigent des Orchestre National de Lyon und von 2005 bis 2009 beim Orchestre Symphonique de Mulhouse in gleicher Position. 2008 wurde er erstmals Kapellmeister bei der Vlaamse Opera in Antwerpen/Gent und stand in  Peter Grimes, Samson et Dalila, Candide, Hérodiade (Jules Massenet) sowie in Aufstieg und Fall der Stadt Mahagonny am Pult.
Neben der Oper ist er auch im sinfonischen Betrieb beschäftigt. Pouspourikas ist seit der Saison 2013/14 erster Kapellmeister des Aalto-Theaters und kam mit dem neuen Intendanten Hein Mulders, mit dem er schon in Antwerpen gearbeitet hatte.